# The Thief at the Casino
The Thief at the Casino è un cortometraggio muto del 1908 diretto da Lewin Fitzhamon.

## Trama
Un ladro colpisce un ubriaco. La sua azione ha un testimone che lo ricatta finché il ladro non confesserà spontaneamente, dopo aver rivisto in una visione i maltrattamenti inferti alla sua vittima.

## Produzione
Il film fu prodotto dalla Hepworth.

## Distribuzione
Distribuito dalla Hepworth, il film - un cortometraggio di 183 metri - uscì nelle sale cinematografiche britanniche nel maggio 1908.
Si conoscono pochi dati del film che, prodotto dalla Hepworth, fu distrutto nel 1924 dallo stesso produttore, Cecil M. Hepworth. Fallito, in gravissime difficoltà finanziarie, il produttore pensò in questo modo di poter almeno recuperare il nitrato d'argento della pellicola.